# Блюхер (паровоз)
«Блюхер» (нем. Blücher) — один из первых в мире паровозов и самый первый паровоз Джорджа Стефенсона. Получил имя в честь прусского фельдмаршала Гебхарда фон Блюхера.

## История создания и постройки
В 1813 году в мастерских при Вайламских шахтах был построен паровоз «Пыхтящий Билли», в нынешнее время он кажется ничем не примечательным, но тогда это был огромный шаг в паровозостроении, так как на нём впервые среди грузовых паровозов того времени не использовались дополнительные приспособления для повышения силы тяги, лишь сила сцепления гладких колёс с гладкими рельсами. Паровоз выглядел неуклюже и относительно медленно передвигался, но уже тогда в нём виднелись преимущества паровозной тяги над лошадьми.
Среди тех, кто усмотрел преимущество паровозов, был и мало кому тогда ещё известный механик, а по совместительству и часовой мастер Джордж Стефенсон, который интересовался не только внешним видом и устройством, но и постройкой и результатами испытаний паровоза. Он работал на Киллингвортских копях, где как и на многих других подобных предприятиях вагонетки тянулись лошадьми. Однако проходившие в это время Наполеоновские войны привели к росту цен на корма, что в свою очередь сделало использование лошадей весьма затратным. В результате уже в марте 1813 года Стефенсон пишет письмо (текст письма был написан его другом-клерком, так как Джордж был малограмотен) лорду Равенсворту — одному из трёх директоров компании, с просьбой предоставить средства на постройку одного-двух паровозов. В письме указывалось на большое преимущество использования передвижных паровых машин для тяги вагонеток, так как использование местного угля, добываемого на этих самых копях, делало эксплуатацию машин куда дешевле, по сравнению с животной силой. В письме даже было указано на то, что пароходы уже доказали своё преимущество над парусными судами, а паровозы Стефенсон соглашался построить сам. К тому времени у начальства мастер Джордж Стефенсон был на хорошем счету: шахтные машины работали без сбоев, а их конструкция порой улучшалась, позволяя расширить применение механизмов. В дальнейшем Стефенсон лично встречается с директором компании и получает средства на создание первого паровоза.
Стефенсон лично разработал чертежи, по которым после в местной мастерской обычными кузнецами началась постройка паровоза. Руководил производством также Стефенсон, которому особо пригодились умения, как по починке часов, так и по обслуживанию больших шахтных машин. Имя своему паровозу Стефенсон дал в честь прусского фельдмаршала Блюхера, известного рядом побед над войсками Наполеона. Многое во внешнем виде паровоза говорило о влиянии конструкции вайламских паровозов.

## Судьба паровоза
25 июля 1815 года на участке пути с подъёмом в 0,3 % были проведены испытания паровоза, в ходе которых он провёл состав из восьми гружённых повозок общим весом около 30 тонн со скоростью до 4 миль в час (6,4 км/ч). В дальнейшем, в процессе эксплуатации паровозa, стала явна ошибкa применения зубчатой передачи, так как она громко скрипела при движении, особенно при износe зубцов. Также недостаточной оказалась мощность парового котла, что часто приводило к остановкам. Однако ни Стефенсон, ни начальник компании разочарованы не были, так как преимущества паровоза над лошадьми всё же были показаны. Вскоре Стефенсон создаст новый паровоз собственной конструкции — «Киллингворт», который уже будет принципиально отличаться от «Блюхера».
До настоящего времени «Блюхер» не сохранился, хотя в отдельных музеях и сейчас можно увидеть его подлинные масштабные модели.